# 中共中央办公厅机要交通局
中共中央办公厅机要交通局，是中共中央办公厅内设机构，负责机要交通工作。

## 沿革
中华人民共和国成立时，中央办公厅设有：中央机要局、中央书记处政治秘书室、中办特别会计室、中央秘书处、中央机要处、中央警卫处、中央直属机关供给部。此后中办的机构几经变化，到1965年，中央办公厅下设警卫局、机要交通局、机要局、秘书室、国家档案局、中央档案馆、人事处，中央直属机关事务管理局及办公厅直属各组。 
文革期间，1969年5月以后，秘书局、警卫局、机要局、机要交通局分别改成秘书处、警卫处、机要处、机要交通处。
1976年10月时，中央办公厅下设12个处室（部、馆、校）。1988年，中央办公厅机构改革。调整后设调研室、秘书局、警卫局、机要局、机要交通局、中直管理局、中央档案馆、毛主席纪念堂管理局、特别会计室、老干部局、人事局、机关党委办公室12个局级机构。1993年12月，中央办公厅机构改革。此次调整后，中央办公厅机关设一个副部级机构（中央档案馆暨国家档案局），10个职能局：调研室、秘书局（其中法规室是副局级机构，设在秘书局）、警卫局、机要局、机要交通局、中直管理局、特别会计室、老干部局、人事局和机关党委。

## 机构设置
- 通信处[5]
- 交通处[6]
- 科技处[7]

## 历任领导
| 局长 - 王凯（王警东）（1957年—？） …… - 王振川（1989年5月—1993年6月） - 李宏（？—1998年） …… - 李建波（2003年9月—2012年3月） 巡视员 | 副局长 …… - 成元功（1976年—1979年） - 吴兴宏（？—？，正局级） - 李宏（1994年—？） …… - 张谦（？—？） 副巡视员 |